# Nijmegen Eendracht Combinatie 2009-2010
Questa voce raccoglie le informazioni riguardanti il Nijmegen Eendracht Combinatie nelle competizioni ufficiali della stagione 2009-2010.

## Rosa
| N. |                        | Ruolo | Calciatore        |
| -- | ---------------------- | ----- | ----------------- |
| 1  | Ungheria (bandiera)    | P     | Gábor Babos       |
| 2  | Paesi Bassi (bandiera) | D     | Ramon Zomer       |
| 3  | Paesi Bassi (bandiera) | D     | Rens van Eijden   |
| 4  | Angola (bandiera)      | C     | Dominique Kivuvu  |
| 6  | Paesi Bassi (bandiera) | D     | Patrick Pothuizen |
| 7  | Paesi Bassi (bandiera) | A     | Rutger Worm       |
| 8  | Paesi Bassi (bandiera) | C     | Lorenzo Davids    |
| 9  | Paesi Bassi (bandiera) | C     | Jeffrey Sarpong   |
| 10 | Danimarca (bandiera)   | C     | Lasse Schöne      |
| 11 | Svezia (bandiera)      | A     | Erton Fejzullahu  |
| 13 | Paesi Bassi (bandiera) | D     | Mark Otten        |
| 14 | Paesi Bassi (bandiera) | A     | Rick ten Voorde   |
| 15 | Paesi Bassi (bandiera) | D     | Niels Wellenberg  |

| N. |                        | Ruolo | Calciatore         |
| -- | ---------------------- | ----- | ------------------ |
| 16 | Paesi Bassi (bandiera) | C     | Bas Sibum          |
| 17 | Burundi (bandiera)     | A     | Saidi Ntibazonkiza |
| 18 | Belgio (bandiera)      | A     | Björn Vleminckx    |
| 19 | Paesi Bassi (bandiera) | D     | Mitchell Burgzorg  |
| 20 | Paesi Bassi (bandiera) | C     | John Goossens      |
| 22 | Paesi Bassi (bandiera) | D     | Jeroen Heubach     |
| 23 | Polonia (bandiera)     | C     | Arek Radomski      |
| 24 | Paesi Bassi (bandiera) | C     | Joey Brock         |
| 25 | Paesi Bassi (bandiera) | P     | Rein Baart         |
| 30 | Stati Uniti (bandiera) | P     | Nicholas Skverer   |
| 35 | Paesi Bassi (bandiera) | D     | Bram Nuytinck      |
| 36 | Germania (bandiera)    | C     | Bastian Weiser     |